# Nokia Lumia 900
Il Nokia Lumia 900 è uno smartphone prodotto da Nokia in partnership con Microsoft.
È stato presentato in anteprima mondiale dall'amministratore delegato della Nokia, Stephen Elop, il 9 gennaio 2012 al Consumer Electronics Show: in tale circostanza è stato dichiarato di volerlo rivolgere al solo mercato statunitense, stipulando un accordo con AT&T; in occasione del Mobile World Congress di Barcellona, il 27 febbraio 2012, è stato annunciato che verrà lanciato per tutto il mondo entro il secondo trimestre del 2012.
Il Lumia 900 è il "top di gamma" di Nokia basato su sistema operativo Windows Phone 7.5 di Microsoft, successivamente aggiornato a Windows Phone 7.8 (non aggiornabile a Windows Phone 8). Esteticamente simile al Nokia Lumia 800, il Lumia 900 si differenzia principalmente per l'adozione di un display più ampio (display AMOLED ClearBlack da 4,3 pollici) e per la presenza di una fotocamera anteriore. Disponibile in tre colori (bianco, nero e ciano) è dotato di un processore Qualcomm Snapdragon S2 da 1.4 Ghz single core. Ha due fotocamere: quella principale, da 8 megapixel (risoluzione 3248 x 2448 pixel) con lenti Carl Zeiss, flash doppio LED e messa a fuoco automatica, mentre quella frontale è da 1 megapixel. Possiede una memoria da 16 GB non espandibile e una RAM di 512 MB. Il prezzo di lancio fu fissato a 599 €.